# Revlon
Revlon är ett kosmetikföretag från Förenta staterna grundat 1932 av Charles Revson och hans bror Joseph Revson samt kemisten Charles Lachman. Omsättningen uppgick 2011 till 1,38 miljarder USD.

## Revlon-modeller
- Suzy Parker
- Candice Bergen
- Julie Christie
- Lauren Hutton
- Jennifer O'Neill
- Christie Brinkley
- Shelley Hack
- Veronica Hamel
- Rene Russo
- Cybill Shepherd
- Kim Alexis
- Kim Basinger
- Monica Bellucci
- Joan Collins
- Cindy Crawford
- Janice Dickinson
- Tamara Dobson
- Linda Evangelista
- Jerry Hall
- Patti Hansen
- Audrey Hepburn
- Iman Abdulmajid
- Kathy Ireland
- Nancy Kerrigan
- Kelly LeBrock
- Liza Minnelli
- Dolly Parton
- Paulina Porizkova
- Rene Russo
- Claudia Schiffer
- Joan Severance
- Brooke Shields
- Talisa Soto
- Sharon Stone
- Christy Turlington
- Frederique van der Wal
- Halle Berry
- Carla Bruni
- Naomi Campbell
- Helena Christensen
- Cindy Crawford
- Waris Dirie
- Melanie Griffith
- Salma Hayek
- Mariel Hemingway
- Lauren Hutton
- Grace Jones
- Sally Kellerman
- Karen Mulder
- Bernadette Peters
- The Pointer Sisters
- Joan Rivers
- Claudia Schiffer
- Connie Sellecca
- Nicollette Sheridan
- Courtney Thorne-Smith
- Shania Twain
- Trisha Yearwood
- Jessica Alba
- Alessandra Ambrosio
- Moon Bloodgood
- Kate Bosworth
- Jennifer Connelly
- Isabeli Fontana
- Beau Garrett
- Jaime King
- Vendela Kirsebom
- Bianca Lawson
- Lucy Liu
- Eva Mendes
- Julianne Moore
- Rosamund Pike
- Susan Sarandon
- Rachel Weisz
- Sarah Wynter
- Halle Berry
- Jessica Biel
- Elle Macpherson
- Emma Stone
- Olivia Wilde